# Hunziker-Areal
Das Hunziker-Areal – auch bekannt unter dem Namen Mehr als Wohnen – ist eine genossenschaftlich organisierte Wohn- und Gewerbesiedlung im Zürcher Quartier Leutschenbach im Stadtkreis Zürich Nord. Auf dem Gelände der ehemaligen Zementfabrik Hunziker entstand zwischen 2012 und 2015 ein Modellprojekt für nachhaltiges, urbanes Leben im Sinne der 2000-Watt-Gesellschaft.
Die Siedlung umfasst 13 Gebäude mit rund 370 Wohnungen für etwa 1200 Bewohnerinnen und Bewohner sowie Gewerbeflächen für rund 150 Arbeitsplätze. Das architektonische Konzept wurde von fünf Architekturbüros gemeinsam entwickelt, darunter Müller Sigrist Architekten und pool Architekten. Es bietet eine Vielzahl an Wohnformen – von konventionellen Wohnungen bis zu Clusterwohnungen und gemeinschaftlich genutzten Bereichen.
Charakteristisch für das Hunziker-Areal sind die integrative Planung, der partizipative Entstehungsprozess sowie der Fokus auf sozialen Zusammenhalt und ökologische Bauweise.

## Geschichte
Das Hunziker-Areal liegt auf dem Gelände der ehemaligen Betonfabrik Hunziker, die bis in die 1980er Jahre hier ihren Betrieb hatte. 2007 wurde im Rahmen des 100‑jährigen Jubiläums des gemeinnützigen Wohnungsbaus in Zürich die Baugenossenschaft «mehr als wohnen» gegründet, um ein innovatives Pilotprojekt zu starten.
Ein internationaler Wettbewerb begann 2008, ausgeschrieben von der Stadt Zürich und der Genossenschaft, mit dem Ziel, ein nachhaltiges, genossenschaftliches Quartier zu entwickeln. Im Jahr 2010 sicherte sich «mehr als wohnen» das 41'000 m² grosse Areal im Baurecht von der Stadt Zürich, ein Abkommen, das eine 100‑jährige Nutzung vorsieht.
Zwischen 2012 und 2015 wurde der Bau in insgesamt 13 Gebäuden realisiert; ab 2014/15 konnten die ersten Bewohnerinnen und Bewohner einziehen – rund 1200 Personen sowie etwa 150 Arbeitsplätze fanden hier Raum.
Charakteristisch ist der dialogische und partizipative Planungsprozess: Mehrmals jährlich fanden öffentliche «Echoräume» statt, in denen Bewohner, Architektenteams und Fachstellen gemeinsam Konzept und Entwurf weiterentwickelten.

## Kultur
Das Hunziker-Areal ist weit mehr als Wohnraum. Es versteht sich als lebendiger Kulturort mit eigenem Programm und gemeinschaftlicher Teilhabe:
- Seit 2016 organisieren Bewohnerinnen jährlich das Hunzikerfest im Sommer, ein Quartierfestival mit Konzerten, Performances, Filmvorführungen, Marktständen und Strassensportarten. Ein Highlight im Zürcher Norden und Ausdruck der Offenheit des Areals.[9]

- Im Ortsmuseum Hunzikerareal und finden wechselnde Ausstellungen, interaktive Events und Workshops statt. Etwa Bildende Kunst, Airbrush, Skulptur, Musik und Druckkunst. Bewohnerinnen, Künstlerinnen und Kulturschaffende gestalten die Programme gemeinsam.[10]

- Allmendräume wie der Treffpunkt, diverse Gemeinschaftsräume und Quartiergruppen schaffen Raum für Konzerte, Kinoabende, Lesungen, Kunstprojekte und gemeinschaftliche Feste – organisiert durch Bewohner*innen mit Unterstützung der Allmendkommission.[11]

## Mediale Debatten
Das Hunziker-Areal hat in den Medien mehrfach Aufmerksamkeit erzeugt. Sowohl im lokalen als auch im fachlichen Diskurs:
- 2020 besuchte das Telezüri‑Format Mis Dihei das Areal und präsentierte es als authentischen Ort gelebter 2000-Watt‑Prinzipien und innovativer Gemeinschaftsformen begleitet von positiven Erfahrungsberichten der Bewohner*innen.[12]

- Zur Feier des 10‑jährigen Bestehens am 21. Juni 2025 debütierte die Webserie Neues vom Stadtrand. Die von Bewohner Stephan Wicki produzierte Dokumentation zeigt die Entwicklung des Areals und spiegelt dessen kulturelle Identität und Gemeinschaftsbewusstsein wider.[13]

- Fachzeitschriften wie Archithese und Plattformen wie ResearchGate diskutieren das Hunziker-Areal als „Good Practice“-Beispiel für nachhaltige Quartierentwicklung, ebenso wie als Gegenstand nahöstlicher Transformationsräume, etwa im Rahmen der 2000-Watt-Gesellschaft oder der Vergabe des World Habitat Award.[14][15]